# Wahlen 1828
◄◄ | ◄ | 1824 | 1825 | 1826 | 1827 | Wahlen 1828 | 1829 | 1830 | 1831 | 1832 | ► | ►►

Weitere Ereignisse
Die Liste der Wahlen 1828 umfasst Parlamentswahlen, Präsidentschaftswahlen, Referenden und sonstige Abstimmungen auf nationaler und subnationaler Ebene, die im Jahr 1828 weltweit abgehalten wurden.
Das damalige Wahlrecht entsprach typischerweise nicht den Wahlrechtsgrundsätzen der direkten, geheimen und gleichen Wahl. Zeittypisch waren oft nur kleine Teile der Bevölkerung wahlberechtigt, ein Frauenwahlrecht war nicht gegeben.

## Termine
| Land                     | Datum       | Link zur Wahl 1828                                       | Link zur letzten Wahl                                    | Bemerkung |
| ------------------------ | ----------- | -------------------------------------------------------- | -------------------------------------------------------- | --------- |
| Sachsen-Coburg und Gotha | 1. März     | Landtagswahl zum Coburger Landtag                        | Landtagswahl zum Coburger Landtag 1821                   |           |
| Portugal                 | 1. Mai      | Parlamentswahl in Portugal 1828                          | Parlamentswahl in Portugal 1826                          |           |
| Vereinigte Staaten       | 9. Juli     | Wahl zum Repräsentantenhaus der Vereinigten Staaten 1828 | Wahl zum Repräsentantenhaus der Vereinigten Staaten 1826 |           |
| Vereinigte Staaten       | 3. Oktober  | Gouverneurswahl in New York 1828                         | Gouverneurswahl in New York 1826                         |           |
| Vereinigte Staaten       | 31. Oktober | Präsidentschaftswahl in den Vereinigten Staaten 1828     | Präsidentschaftswahl in den Vereinigten Staaten 1824     |           |